# 藤本優子
藤本優子（ふじもと・ゆうこ 1964年-　）は、日本の翻訳家。

## 人物・来歴
東京都生まれ。桐朋女子高等学校音楽科卒業後に渡仏。マルセイユ音楽院、パリ国立高等音楽院ピアノ科卒。

## 翻訳
- ローラン・ベネギ『パリのレストラン』ハヤカワ文庫 NV 1996.10
- ブリジット・オベール『マーチ博士の四人の息子』堀茂樹共訳 (ハヤカワ・ミステリ文庫) 1997.2
- ブリジット・オベール『カリブの鎮魂歌』 (ハヤカワ・ミステリ文庫) 1999.10
- カシュテン・アルネス『ザビーナ :ユングとフロイトの運命を変えた女』日本放送出版協会, 1999.6
- マルク・レヴィ『夢でなければ』早川書房, 2001.1
- ブリジット・オベール『異形の花嫁』 (ハヤカワ・ミステリ文庫) 2003.5
- マレク・アルテ『モーセを愛した女 聖書の女たち』 (ヴィレッジブックス) ソニー・マガジンズ, 2004.10
- マレク・アルテ『美しき呪いの女サラ 聖書の女たち』 (ヴィレッジブックス) ソニー・マガジンズ, 2005.7
- マレク・アルテ『悲しき恋を追う女リラ 聖書の女たち』 (ヴィレッジブックス) ソニー・マガジンズ, 2006.7
- ヤスミナ・カドラ『テロル』 (ハヤカワepiブック・プラネット) 早川書房, 2007.3
- マルク・レヴィ『永遠の七日間』PHP研究所, 2008.11
- マルク・レヴィ『あなたを探して』PHP研究所, 2008.12
- クレール・クレマン『ルウとおじいちゃん』講談社, 2008.8
- ヤスミナ・カドラ『昼が夜に負うもの』 (ハヤカワepiブック・プラネット) 早川書房, 2009.10
- マルク・レヴィ『ぼくの友だち、あるいは、友だちのぼく』PHP研究所, 2009.3
- オリヴィエ・ベラミー『マルタ・アルゲリッチ 子供と魔法』音楽之友社, 2011.5
- ジャン=ミシェル・モルク『偉大なるヴァイオリニストたち クライスラーからクレーメルへの系譜 全50人の演奏CD-ROM付き』ヤマハミュージックメディア, 2012.7
- クリスチャン・メルラン『オーケストラ 知りたかったことのすべて』山田浩之共訳. みすず書房, 2020.2